# Willie "The Lion" Smith
Willie "The Lion" Smith, cuyo nombre de nacimiento era William Henry Joseph Bonaparte Bertholoff (Goshen, Nueva York, 25 de noviembre de 1893 - Nueva York, 18 de abril de 1973) fue un pianista, compositor y cantante estadounidense de jazz tradicional.

## Historial
Empezó su carrera profesional en 1912, tocando en clubs de Atlantic City. Esa actividad se vio interrumpida por su llamamiento a filas durante la Primera Guerra Mundial. A su vuelta a Nueva York, continuó tocando en clubs, participó en varias grabaciones y tocó frecuentemente en comedias musicales. 
Actuó y grabó con un gran número de músicos, entre los que destacan los siguientes:
- 1920: Con Mamie Smith.

- 1933 - 1935: Con el pianista y cantante Clarence Williams (1898 - 1965).

- 1934 - 1936:  Con el clarinetista y saxofonista Mezz Mezzrow (1899 - 1972).

- 1939 - 1941:  Con Sidney Bechet.

- 1944:  Con el trompetista Max Kaminsky (1908 - 1994).

Smith hizo diversas giras por Europa: en 1949, 1950, 1965 y 1966.
Smith es uno de los representantes más avanzados del llamado stride piano style, típico de los pianistas de Harlem. Smith trabajaba ese estilo con un potente swing. 
Fue profesor de músicos como Artie Shaw.